# Ljudmila Fjodorowna Pachomowa
Ljudmila Fjodorowna Pachomowa (russisch Людмила Фёдоровна Пахомова; * 14. September 1931 in der Oblast Moskau; † 16. Januar 2016) war eine sowjetische bzw. russische Orientalistin, Ökonomin und Hochschullehrerin.

## Leben
Das Studium begann Pachomowa 1950 am Moskauer Institut für Orientalistik. Mit der Schließung des Instituts 1954 wurde sie zum Staatlichen Moskauer Institut für Internationale Beziehungen (MGIMO) des Außenministerium der UdSSR (MID) versetzt, an dem sie 1955 das Studium als Länderkundlerin mit Beherrschung der englischen und indonesischen Sprache abschloss. 1957 begann sie die Aspirantur am Moskauer Institut für Orientstudien (IWAN) der Akademie der Wissenschaften der UdSSR (AN-SSSR, seit 1991 Russische Akademie der Wissenschaften (RAN)), das 1960–1970 das Institut der Völker Asiens war. Sie verteidigte 1964 ihre Dissertation über das nationale Kapital in Indonesien mit Erfolg für die Promotion zur Kandidatin der ökonomischen Wissenschaften.
Seit 1960 war Pachomowa Mitarbeiterin des IWAN. Zunächst diente sie als Übersetzerin und Dolmetscherin. Sie war wiederholt in Indonesien, wo sie Verhandlungen sowjetischer Führer mit Präsident Sukarno übersetzte. Sie arbeitete in der IWAN-Abteilung für die Länder Südostasiens und untersuchte die verschiedenen Aspekte der sozialökonomischen und politischen Entwicklung Indonesiens einschließlich der gegenseitigen Wechselwirkung der Sowjetunion und der Republik Indonesien entsprechend der Linie des Ministeriums für Außenhandel (MWT) und des Staatlichen Komitees für Außenwirtschaftsbeziehungen (GKES) der UdSSR.
Nach dem Wechsel ins Zentrum für Untersuchungen allgemeiner Probleme des modernen Ostens des Instituts untersuchte Pachomowa regionale Probleme Südostasiens vom Verkehrssystem JuWA bis zum Scharia-gemäßen Bankwesen und auch sozialpolitische Entwicklungen. Schließlich beschäftigte sie sich mit dem Problem der Umwandlung sozialökonomischer Strukturen einiger ASEAN-Länder und ihrer Modernisierungen.
Am Institut der Länder Asiens und Afrikas der Lomonossow-Universität Moskau (MGU) hielt Pachomowa eine Spezialvorlesung über Indonesien und JuWA-Probleme.
Pachomowa war Vizevorsitzende der Gesellschaft der sowjetisch/russisch-indonesischen Freundschaft. Sie arbeitete im Komitee der sowjetischen Frauen mit.